# А у нас була тиша...
«А у нас була тиша…» (рос. «А у нас была тишина…») — російський радянський художній фільм, військова драма, режисера  Володимира Шамшуріна 1977 року.

## Сюжет
Час дії фільму: 1944—1945 роки. Історія, розказана по дитячим враженням вже дорослої людини, висвічує деталі і образи, що розкривають суть подій, що відбуваються в північному містечку Заозьорьє, де люди продовжували жити, любити, плакати, співати і чекати звісток з фронту.

## У ролях
- Альоша Чорствов — Сергій Муравйов
- Тамара Сьоміна — Ольга Муравйова, мама Сергія
- Любов Соколова — Ганна Харитонівна
- Юрій Чулюкін — Михайло Ілліч, чоловік Ганни
- Римма Маркова — Клавдія Барабанова
- Єлизавета Нікіщіхіна — Антоніна Лабутина
- Світлана Пєнкіна — Густенька Дроздова
- Олена Максимова — бабуся
- Олена Драпеко — Манефа Барабанова
- Олександра Данилова — мати Мишка
- Світлана Старикова — листоноша
- Анатолій Солоніцин — Петруха
- Данило Нетребін — голова виконкому
- Денис Разін — хлопчик за столом

## Знімальна група
- Автор сценарію:  Борис Шустров
- Режисер:  Володимир Шамшурін
- Оператор:  Ігор Мельников
- Художники:  Вадим Кислих,  Ірина Шляпникова
- Композитор: Євген Птичкін